# Zakochany pingwin
Zakochany pingwin (ang. The Pebble and the Penguin) – irlandzko-amerykański film animowany z 1995 roku w reżyserii Dona Blutha i Gary’ego Goldmana.

## Fabuła
Według starego antarktycznego zwyczaju pingwin o imieniu Hubie musi wręczyć ukochanej zaręczynowy kamyczek zanim zakończy się okres godowy. W przeciwnym wypadku na zawsze straci u niej szanse. Kiedy Hubie jest już gotowy do wykonania tego kroku, złośliwy Drake strąca go z lodowca wprost do wody. Pingwin zostaje porwany i zamknięty w klatce na statku. Tam poznaje swego sprytnego ziomka Rocko. Razem uciekają z niewoli i wracają do domu.

## Obsada głosowa
- Martin Short – Hubie
- Jim Belushi – Rocko
- Tim Curry – Drake
- Annie Golden – Marina
- Shani Wallis – Narrator

## Wersja polska
Opracowanie: Studio Sonica

Reżyseria: Ewa Kania

Dialogi: Maria Utecht

Dźwięk: Jacek Osławski

Montaż: Jerzy Januszewski

Kierownik produkcji: Beata Kawka

Teksty piosenek: Marcin Sosnowski

Kierownictwo muzyczne: Marek Klimczuk

Udział wzięli:
- Marcin Kudełka – Hubie
- Jarosław Boberek – Rocco
- Elżbieta Bednarek – Marina (dialogi)
- Beata Jankowska – Marina (śpiew)
- Krzysztof Kołbasiuk – Drake
- Joanna Wizmur
- Agata Gawrońska
- Elżbieta Futera-Jędrzejewska
- Beata Kawka
- Anna Apostolakis
- Jacek Bończyk
- January Brunov
- Jacek Kopczyński

Śpiewali: Anna Apostolakis, Olga Bończyk, Anna Maria Jopek, Wojciech Paszkowski, Jacek Bończyk, Piotr Plebańczyk
Lektor: January Brunov